# Petra Ojaranta
Petra Ojaranta   (née le 17 mars 1976 à Raisio), est une joueuse finlandaise de ringuette évoluant au poste d'avant-attaquante. Elle joue actuellement pour le TEAM RNK dans la Ligue d'élite professionnelle de Finlande. Elle est aussi membre de l'équipe nationale de ringuette de Finlande.

## Carrière
Petra Ojaranta a une passion pour la ringuette à l'âge de 9 ans. Elle commence à jouer pour le club de Turku et au cours de sa carrière, elle représenté la région du Sud-Ouest Finlande, avec divers clubs (Turku, VG-62, EKS). Au niveau national elle  atteint 4 championnats de ligue élite professionnelle Finlandaise, trois médailles d'argent, une de bronze. Elle est sélectionnée sur l'équipe All stars en 2000-2001 et 2002-2003. Ojaranta a également une expérience du Canada, où elle vient jouer dans la saison 2001-02, à Edmonton. Son équipe de l'Alberta se classe deuxième aux Championnats canadiens. À cette époque, le championnat canadien est amateur et la Ligue Nationale de Ringuette n'existe pas. 
Depuis 2005, elle joue pour le TEAM RNK, où en plus elle s'occupe d'entrainer les équipes juniors affiliées au club. En 2010-11, elle aide son équipe à remporter le championnat de la Ligue d'Élite professionnelle de Ringuette.
Elle est la plus ancienne joueuse de l'équipe nationale de son pays, puisqu'elle est sélectionné depuis 1994 et elle a accumulé de nombreuses médailles internationales.

## Statistiques

### En équipe nationale
| Année | Évènement                         |   | PJ | B  | A  | Pts | +/- | Pun               |  | Résultat |
| 1994  | Championnat du monde de ringuette |   |    |    |    |     |     | Médaille d'or     |  |          |
| 1996  | Championnat du monde de ringuette | 6 | 8  | 4  | 12 | -   | -   | Médaille d'argent |  |          |
| 1998  | l'Euro Katjalla Tour              |   |    |    |    |     |     | Médaille d'or     |  |          |
| 2000  | Championnat du monde de ringuette |   |    |    |    |     |     | Médaille d'or     |  |          |
| 2002  | Championnat du monde de ringuette |   |    |    |    |     |     | Médaille d'argent |  |          |
| 2004  | Championnat du monde de ringuette |   |    |    |    |     |     | Médaille d'or     |  |          |
| 2007  | Championnat du monde de ringuette | 4 | 4  | 11 | 15 | -   | 4   | Médaille d'or     |  |          |
| 2010  | Championnat du monde de Ringuette | 5 | 2  | 2  | 4  | -   | 0   | Médaille d'or     |  |          |

## Palmarès
- 4 titres de championnats de Finlande
- Médaille d'or  aux Championnats mondiaux de 1994
- Médaille d'argent  aux Championnats mondiaux de 1996
- Médaille d'or  aux Championnats mondiaux de 2000
- Médaille d'argent  aux Championnats canadiens de 2001-02
- Médaille d'argent  aux Championnats mondiaux de 2002
- Médaille d'or  aux Championnats mondiaux de 2004
- Médaille d'or  aux Championnats mondiaux de 2007
- Médaille d'or  aux Championnats mondiaux de 2010

## Honneurs individuels
- Élue sur l'équipe d'étoiles de la Ligue d'élite professionnel de Finlande pour les saisons 2001-02 et 2002-03